# プログレス・レスリング
プログレス・レスリング (Progress Wrestling) は英国のプロレス団体である。
コメディアンのジム・スモールマン、イベントやコメディ公演の企画・運営業に従事していたジョン・ブライリー、俳優のグレン・ロビンソンらによって2011年に設立された。
レボリューション・プロレスリングやICWなどと並び2010年代以降の英国を代表するプロレス団体である。

## 歴史
プロレスファンであったスモールマン、ブライリー、ジョセフらにより2011年に設立される。旗揚げ興行は2012年に開催された。
2010年代後半にはウォルターやブリティッシュ・ストロング・スタイル(ピート・ダン、トレント・セブン、タイラー・ベイト)らが活躍した。
2019年12月に設立者の1人であり、リングアナウンサーなどとして興行にも出演していたスモールマンは退団した。
2024年2月に米国のプロレス団体DEFYとの合併が発表された。以降もそれぞれの団体の名称は残され、プログレスは英国での活動を続けている。
日本のプロレス団体とは、プロレスリング・ノアとの関係が深く、選手の交互派遣等が行われ、稲村愛輝や小澤大嗣（現OZAWA）が武者修行先として遠征している。